# Shinya Hatta
Shinya Hatta (初田 真也 Hatta Shinya?), född 17 maj 1984 i Osaka prefektur, är en japansk fotbollsspelare.
Hatta började sin karriär 2007 i Mito HollyHock. Efter Mito HollyHock spelade han för Kamatamare Sanuki, FC Ryukyu och Blaublitz Akita. Han avslutade karriären 2015.